# 父親節
父親節是一个為感谢父親而慶祝的節日，世界各地因不同的历史、文化原因选在不同日期。孩子們在這一天裡通常會送禮物給父親。其中以6月的第三个星期日为父亲节的国家與地區最多，包括歐亞及美洲的超过80个国家或地区。中國大陸沒有設立正式的父親節，但港澳民眾習慣上和欧美一样使用6月第三個星期日，而中国大陆民间也自改革开放后开始以6月第三个星期日作为父亲节。台灣自1945年起，定於8月8日慶祝父親節，這一日期不僅因「八八」與「爸爸」諧音，也象徵對抗戰中犧牲父親的紀念。
有許多國家都把石斛蘭作為「父親節之花」。

## 起源

### 中華民國
1945年（民國34年）的8月8日，中國抗日戰爭戰局逐漸明朗，上海部份愛國人士發起「父親節」來頌揚紀念在戰場上為國捐軀的父親們，公开署名的首倡者共10人，分别是：颜惠庆、袁希濂、陈青士、梅兰芳、史致富、严独鹤、费穆、陆干臣、富文寿、张一渠。抗日戰爭勝利後，上海市各界黨國元老、名流紳仕如吳稚暉、李石曾、潘公展、杜月笙等人，深覺父親節的意義重要，有提倡訂定父親節慶典活動之必要性；於是，聯名陳請上海市政府轉呈中央政府，准予規定每年8月8日為父親節，通令全國遵行。父親節訂於每年的8月8日，是因為「八八」和爸爸音韻相近。並且 ，從字形上將「八八」二字連綴後，正如一個「父」字。因此，訂定8月8日為父親節；又稱為「八八節」（「爸爸節」）。

### 美國
1909年，住在美國華盛頓州斯波坎市的杜德夫人，在參加教会母亲节禮拜後心想：「世上為什麼沒有一個類似母親節的紀念父親的節日？」
杜德夫人13歲的那一年，母親在生產時不幸去世，遺留下6名子女；杜德夫人的父親威廉‧史馬特在成為為鰥夫後，立志不再續弦，他在美國華盛頓州東部的一個鄉間農場，父兼母職地栽培養育他的6名兒女（包括一名新生兒）。
1909年，史馬特先生辭世。杜德夫人在母親節感恩禮拜後，與教會牧師瑞馬士分享她父親在養育兒女過程中所付出的愛心與努力；她希望能有一個特別的日子，向自己的父親致敬，並藉此紀念全天下偉大的父親，於是她提出了設立父親節的建議，期盼世上也有一個對父親紀念感恩的節日。
瑞馬士牧師聽了杜德夫人的故事後，深受史馬特先生的精神與愛心感動，並支持杜德夫人推動設立父親節的努力。杜德夫人在1910年春天開始推動成立父親節的運動，隨即得到各教會組織的支持。她同時寫信向市長與州政府表達自己的想法與提議。在杜德夫人的奔走努力下，士波肯市市長與華盛頓州州長公開表示贊成，於是華盛頓州便在1910年6月19日舉行了全世界第一次的父親節聚會。
1924年，美國總統凱文·柯立芝支持父親節成為全美節日。
1966年，美國總統林登·詹森選用史馬特先生的生辰月份，宣佈當年六月為美國父親節之月。
1972年，美國總統尼克松正式簽署文件，將每年六月的第三個星期日定為美國的父親節，從此成為美國永久性的國定紀念日。

## 日期
各國及地区官方制定的父親節日期都不同。
| 公曆                                              | 公曆                                                                     | 公曆                                                                 | 公曆                                                              | 公曆                                                             | 公曆                                                     | 公曆                                  | 公曆                                  |                                       |
| 日期                                              | 國家或地區                                                               | 國家或地區                                                           | 國家或地區                                                        | 國家或地區                                                       | 國家或地區                                               | 國家或地區                            |                                       |                                       |
| ------------------------------------------------- | ------------------------------------------------------------------------ | -------------------------------------------------------------------- | ----------------------------------------------------------------- | ---------------------------------------------------------------- | -------------------------------------------------------- | ------------------------------------- | ------------------------------------- | ------------------------------------- |
| 3月19日聖若瑟節（耶穌義父）                       | 玻利維亞 洪都拉斯                                                        | 義大利（Festa del Papà） · 列支敦斯登 · 提契諾州 州 (瑞士的一個州) · | 安道爾 葡萄牙 西班牙（Día del Padre）                             | 安道爾 葡萄牙 西班牙（Día del Padre）                            | 安道爾 葡萄牙 西班牙（Día del Padre）                    | 安道爾 葡萄牙 西班牙（Día del Padre） | 安道爾 葡萄牙 西班牙（Día del Padre） | 安道爾 葡萄牙 西班牙（Día del Padre） |
| 5月5日                                            | 羅馬尼亞（Ziua Barbatului）                                              | 羅馬尼亞（Ziua Barbatului）                                          | 羅馬尼亞（Ziua Barbatului）                                       | 羅馬尼亞（Ziua Barbatului）                                      | 羅馬尼亞（Ziua Barbatului）                              | 羅馬尼亞（Ziua Barbatului）           |                                       |                                       |
| 5月8日                                            | 韓國（雙親節）                                                           | 韓國（雙親節）                                                       | 韓國（雙親節）                                                    | 韓國（雙親節）                                                   | 韓國（雙親節）                                           | 韓國（雙親節）                        |                                       |                                       |
| 基督升天日                                        | 德國                                                                     | 德國                                                                 | 德國                                                              | 德國                                                             | 德國                                                     | 德國                                  |                                       |                                       |
| 六月的第一個星期日（介於6月1日至6月7日之間）      | 立陶宛 瑞士                                                              | 立陶宛 瑞士                                                          | 立陶宛 瑞士                                                       | 立陶宛 瑞士                                                      | 立陶宛 瑞士                                              | 立陶宛 瑞士                           |                                       |                                       |
| 6月5日（憲法紀念日）                              | 丹麥                                                                     | 丹麥                                                                 | 丹麥                                                              | 丹麥                                                             | 丹麥                                                     | 丹麥                                  |                                       |                                       |
| 六月的第二個星期日（介於6月8日至6月14日之間）     | 奧地利 比利時                                                            | 奧地利 比利時                                                        | 奧地利 比利時                                                     | 奧地利 比利時                                                    | 奧地利 比利時                                            | 奧地利 比利時                         |                                       |                                       |
| 六月的第三個星期日（介於6月15日至6月21日之間）    | 阿根廷 安地卡島 巴哈馬 孟加拉國 保加利亞 加拿大 智利 哥倫比亞 哥斯達黎加 | 古巴 賽普勒斯 捷克 厄瓜多爾 法國 迦納 希臘 圭亞那 香港 匈牙利        | 印度 愛爾蘭 牙買加 日本 澳門 馬來西亞 馬耳他 模里西斯 墨西哥 荷蘭 | 巴基斯坦 巴拿馬 巴拉圭 秘魯 菲律賓 波多黎各 聖文森特和格林納丁斯 | 新加坡 斯洛伐克 南非 斯里蘭卡 千里達及托巴哥 土耳其 英國 | 烏克蘭 美國 委內瑞拉 辛巴威 巴巴多斯  |                                       |                                       |
| 6月17日                                           | 薩爾瓦多 瓜地馬拉                                                        | 薩爾瓦多 瓜地馬拉                                                    | 薩爾瓦多 瓜地馬拉                                                 | 薩爾瓦多 瓜地馬拉                                                | 薩爾瓦多 瓜地馬拉                                        | 薩爾瓦多 瓜地馬拉                     |                                       |                                       |
| 6月21日                                           | 黎巴嫩                                                                   | 黎巴嫩                                                               | 黎巴嫩                                                            | 黎巴嫩                                                           | 黎巴嫩                                                   | 黎巴嫩                                |                                       |                                       |
| 6月23日                                           | 尼加拉瓜 波蘭                                                            | 烏干達                                                               | 烏干達                                                            | 烏干達                                                           | 烏干達                                                   | 烏干達                                | 烏干達                                |                                       |
| 六月的最後一個星期日（介於6月24日至6月30日之間）  | 海地                                                                     | 海地                                                                 | 海地                                                              | 海地                                                             | 海地                                                     | 海地                                  |                                       |                                       |
| 七月的第二個星期日（介於7月8日至7月14日之間）     | 烏拉圭                                                                   | 烏拉圭                                                               | 烏拉圭                                                            | 烏拉圭                                                           | 烏拉圭                                                   | 烏拉圭                                |                                       |                                       |
| 七月的最後一個星期日（介於7月25日至7月31日之間）  | 多明尼加共和國                                                           | 多明尼加共和國                                                       | 多明尼加共和國                                                    | 多明尼加共和國                                                   | 多明尼加共和國                                           | 多明尼加共和國                        |                                       |                                       |
| 八月的第二個星期日（介於8月8日至8月14日之間）     | 巴西                                                                     | 巴西                                                                 | 巴西                                                              | 巴西                                                             | 巴西                                                     | 巴西                                  |                                       |                                       |
| 8月8日                                            | 中華民國 蒙古国                                                          | 中華民國 蒙古国                                                      | 中華民國 蒙古国                                                   | 中華民國 蒙古国                                                  | 中華民國 蒙古国                                          | 中華民國 蒙古国                       |                                       |                                       |
| 九月的第一個星期日（介於9月1日至9月7日之間）      | 澳大利亞 紐西蘭                                                          | 澳大利亞 紐西蘭                                                      | 澳大利亞 紐西蘭                                                   | 澳大利亞 紐西蘭                                                  | 澳大利亞 紐西蘭                                          | 澳大利亞 紐西蘭                       |                                       |                                       |
| 九月的新月日                                      | 尼泊爾                                                                   | 尼泊爾                                                               | 尼泊爾                                                            | 尼泊爾                                                           | 尼泊爾                                                   | 尼泊爾                                |                                       |                                       |
| 十月的第一個星期日（介於10月1日至10月7日之間）    | 盧森堡                                                                   | 盧森堡                                                               | 盧森堡                                                            | 盧森堡                                                           | 盧森堡                                                   | 盧森堡                                |                                       |                                       |
| 十月的第三個星期日（介於10月15日至10月21日之間）  | 俄羅斯                                                                   | 俄羅斯                                                               | 俄羅斯                                                            | 俄羅斯                                                           | 俄羅斯                                                   | 俄羅斯                                |                                       |                                       |
| 十一月的第二個星期日（介於11月8日至11月15日之間） | 愛沙尼亞 芬蘭                                                            | 挪威 瑞典                                                            | 挪威 瑞典                                                         | 挪威 瑞典                                                        | 挪威 瑞典                                                | 挪威 瑞典                             | 挪威 瑞典                             |                                       |
| 11月12日                                          | 印尼                                                                     |                                                                      |                                                                   |                                                                  |                                                          |                                       |                                       |                                       |
| 12月5日（前泰王生日）                             | 泰國                                                                     | 泰國                                                                 | 泰國                                                              | 泰國                                                             | 泰國                                                     | 泰國                                  |                                       |                                       |
| 伊斯蘭曆                                          |                                                                          |                                                                      |                                                                   |                                                                  |                                                          |                                       |                                       |                                       |
| 日期                                              | 國家或地區                                                               | 國家或地區                                                           | 國家或地區                                                        | 國家或地區                                                       | 國家或地區                                               | 國家或地區                            |                                       |                                       |
| 賴哲卜月13日                                      | 伊朗                                                                     | 伊朗                                                                 | 伊朗                                                              | 伊朗                                                             | 伊朗                                                     | 伊朗                                  |                                       |                                       |